# Психонавти, забуті діти
«Психонавти, забуті діти» (ісп. Psiconautas, los niños olvidados) — іспанський анімаційний драматичний фільм, знятий Педро Рівером і Альберто Васкесом за графічним романом «Психонавти» Васкеса. Світова прем'єра стрічки відбулась 24 вересня 2015 року на Сан-Себастьянському кінофестивалі. Фільм розповідає про двох підлітків, Бердбоя та Дінкі, які вирушають в небезпечну подорож.

## У ролях
| Актор           | Роль |
| --------------- | ---- |
| Андреа Алзурі   |      |
| Ева Оянгурен    |      |
| Хосу Куберо     |      |
| Фелікс Аркарасо |      |
| Хорхе Карреро   |      |
| Нурія Марін     |      |

## Визнання
| Нагороди та номінації фільму «Психонавти, забуті діти» | Нагороди та номінації фільму «Психонавти, забуті діти» | Нагороди та номінації фільму «Психонавти, забуті діти» | Нагороди та номінації фільму «Психонавти, забуті діти» | Нагороди та номінації фільму «Психонавти, забуті діти» | Нагороди та номінації фільму «Психонавти, забуті діти» |
| Рік                                                    | Кінопремія / Кінофестиваль                             | Категорія / Нагорода                                   | Номінант                                               | Результат                                              |                                                        |
| ------------------------------------------------------ | ------------------------------------------------------ | ------------------------------------------------------ | ------------------------------------------------------ | ------------------------------------------------------ | ------------------------------------------------------ |
| 2016                                                   | Аннеський міжнародний анімаційний кінофестиваль        | Найкращий анімаційний фільм                            | «Психонавти, забуті діти»                              | Номінація                                              |                                                        |
| 2016                                                   | Європейський кіноприз                                  | Найкращий анімаційний фільм                            | «Психонавти, забуті діти»                              | Номінація                                              |                                                        |